# 추화상
추화상(일본어: 秋華賞 슈카쇼[*])은 일본중앙경마회(JRA)가 교토경마장에서 시행하는 중앙경마 G1급 중상경주다.
‘추화’는 중국의 시인 두보, 장형 등이 사용한 표현으로, ‘추(秋)’는 가을의 큰 결실, ‘화(華)’는 명예로움・한창때・아름다움의 의미가 담겨 있다. 정상은 교토시장상, 일본마주협회연합회회장상을 수상한다. 앵화상, 우준빈마와 함께 빈마(암말)삼관을 구성한다.
1996년 신설된 4세(현 3세) 빈마 전용 경주다. 1995년까지는 엘리자베스 여왕배가 빈마삼관의 최종전으로 이루어졌지만, 1996년부터 엘리자베스 여왕배가 4세 이상의 고마(古馬)에게도 개방되었기 때문에 새로운 4세(현 3세) 빈마 한정 경주로서 신설되었다. 추화상을 뛰고 엘리자베스 여왕배로 가는 말도 많아서, 엘리자베스 여왕배의 전초전의 의미도 가지고 있다. 주행거리는 창설 이래로 교토경마장 잔디 2000 미터 내부순환으로 변함이 없다.
창설 당시부터 지방경마 소속마 및 외산마가 출주할 수 있었고, 2009년부터는 외국 국적마도 출주 가능한 국제경주가 되었다.

## 역대 대회
| 회차   | 개최일        | 역대 BEST 3 | 역대 BEST 3 | 역대 BEST 3 |
| 우승   | 준우승        | 3위         |             |             |
| ------ | ------------- | ----------- | ----------- | ----------- |
| 제29회 | 2024. 10. 13. | 체르비니아  | 본드걸      | 스텔렌보스  |